# Gilles Cuvelier
 (novembre 2019).
Il peut être nécessaire de l'améliorer pour respecter le principe de neutralité de point de vue. 

Gilles Cuvelier, né le 6 février 1977 à Lille, est un réalisateur d'animation français cofondateur de la société de production Papy3D Productions, pour laquelle il a réalisé plusieurs courts métrages. Il a également co-fondé le Studio Train-Train, studio d'animation basé à Hellemmes.

## Biographie
Gilles Cuvelier suit une formation à l'École supérieure des arts appliqués et du textile puis dans la fameuse école d'animation des Gobelins. Il travaille ensuite pour Les Films du Nord et y réalise de son premier court-métrage d'animation, Chahut sorti en 2005.
Il travaille ensuite au sein du Studio Train-Train sur de nombreux courts-métrages, séries et longs-métrages comme animateur. Il co-réalise avec Arnaud Demuynck le court-métrage L'évasion en 2007, puis réalise son second court-métrage, Love Patate, sélectionné en particulier à la Semaine de la critique à Cannes en 2010,.
Le film intègre la liste des 10 courts-métrages présélectionnés pour le tout nouveau César du film d'animation en 2011.
Il crée en 2015 l'univers graphique de Rêve d'enfant, court-métrage de Christophe Gérard, qui est nommé dans la catégorie Emile Award pour les décors et designs de personnages 2017.
Il réalise ensuite son troisième court-métrage, (Fool Time) JOB, qui remporte l'Emile Award pour les décors et designs de personnages 2018,. 
Le film fait par ailleurs partie des 10 courts-métrages présélectionnés pour les Césars 2019 ,.
Il a également remporté des prix majeurs à Uppsala, à Stuttgart et Seoul SICAF,,. Le film est devenu Vimeo Staff Pick en janvier 2019.

## Filmographie

### Courts métrages
| Année | Titre du film   | Rôles tenus par l'auteur                                                        |
| ----- | --------------- | ------------------------------------------------------------------------------- |
| 2005  | Chahut          | réalisation, scénario, montage, création graphique et animation                 |
| 2007  | L'évasion       | co-réalisation, création graphique, animation et décors                         |
| 2010  | Love Patate     | réalisation, scénario, montage, création graphique, animation et décors         |
| 2015  | Rêve d'enfant   | montage, création graphique, animation et décors                                |
| 2017  | (Fool Time) JOB | réalisation, scénario, montage, création graphique, décors, décors et animation |
| 2021  | Petit Cogneur   | réalisation, scénario, animation, décors et compositing                         |